# Paul Neuhaus (Schauspieler)
Paul Neuhaus (* 26. Januar 1938 in Essen) ist ein deutscher Schauspieler.

## Leben
Nach der Mittleren Reife ließ er sich zunächst zum Textilkaufmann ausbilden. 1959 bis 1962 besuchte er die Folkwang-Schule in Essen. Er trat unter anderem am Theater Rendsburg, an der Kleinen Komödie in München, bei Gastspielen in Berlin sowie bei den Schlossfestspielen Ettlingen auf.
Seit 1966 wirkte er in zahlreichen Film- und Fernsehproduktionen mit. Für die Rolle des Walter Roland in der Simmel-Adaption Der Stoff aus dem die Träume sind erhielt er 1973 ein Filmband in Gold als bester Nachwuchsschauspieler.
Er trat u. a. auch in einer Hörspielfolge von Meister Eder und sein Pumuckl als Gasmann auf.

## Filmografie
- 1966: Guten Abend, Mrs. Sunshine
- 1969: Der irische Freiheitskampf, zwei Teile
- 1969: Luftschlacht um England (Battle of Britain)
- 1969: Spion unter der Haube
- 1970: Mord im Pfarrhaus
- 1969/70: Junger Herr auf altem Hof (Serie)
- 1970: Peenemünde (Zweiteiler)
- 1971: Tiefe blaue See
- 1971: Hamburg Transit – Der billige Jakob
- 1972: Pater Brown – Vaudreys Verschwinden (Fernsehserie)
- 1972: Alpha Alpha – Der Weltfriede
- 1972: Der Stoff aus dem die Träume sind
- 1973: Oh Jonathan – oh Jonathan!
- 1973: Hamburg Transit – Der Beschützer
- 1973: Tatort – Cherchez la femme oder Die Geister vom Mummelsee
- 1974: Der Kommissar – Ein Anteil am Leben
- 1975: Popp und Mingel
- 1975: Papier Tiger (Paper Tiger)
- 1975: Derrick – Ein Koffer aus Salzburg
- 1976: Tatort – Fortuna III
- 1980: SOKO 5113 – Bruchlandung
- 1980: St. Pauli-Landungsbrücken (Fernsehserie, eine Folge)
- 1982: Sonderdezernat K1 – Tödlicher Ladenschluss
- 1983: Polizeiinspektion 1 – Der Rufmord
- 1986: Der Fahnder – Totes Rennen
- 1986: Derrick – Die Nacht, in der Ronda starb
- 1987: Leere Welt
- 1987: Der Alte – Der Tod vor Schalterschluß
- 1987: Verkehrsgericht (Folge 16)
- 1988: Derrick – Eine Reihe von schönen Tagen
- 1988: Derrick – Das Ende einer Illusion
- 1988: Derrick – Die Mordsache Druse
- 1990: Derrick – Penthaus
- 1993: Verkehrsgericht (Folge 36)
- 1994: Derrick – Nachts, als sie nach Hause lief
- 1995: Der Alte – Es war die Hölle
- 1995: Verkehrsgericht (Folge 43)
- 1997: Herz über Kopf
- 2001: Verkehrsgericht (Folge 66)